# Toxicología forense

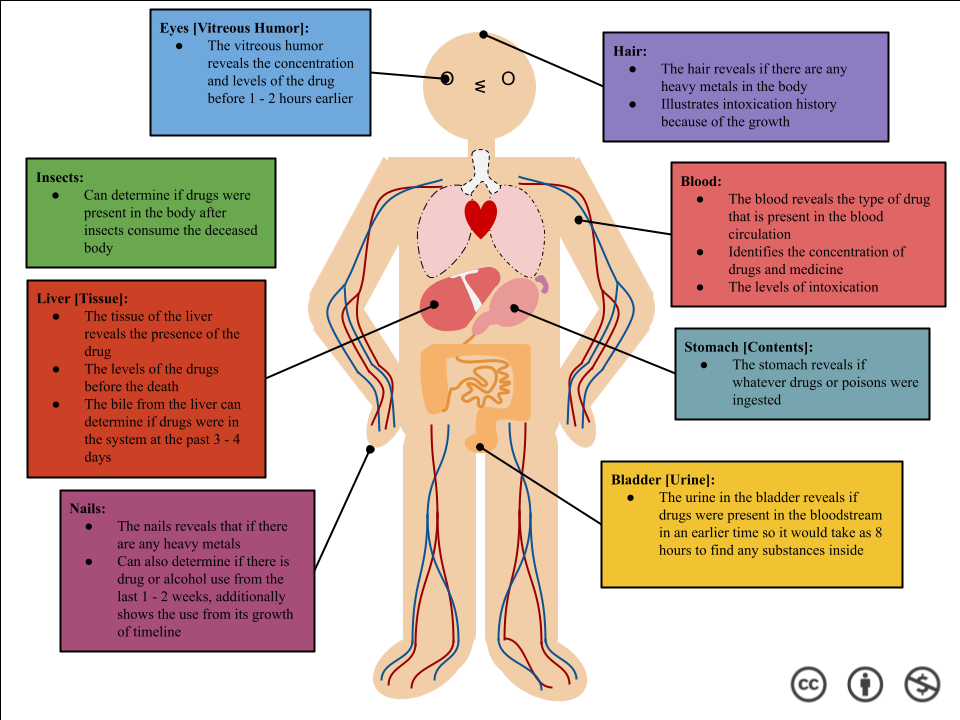
Cuadro donde se pueden determinar las drogas dentro del cuerpo desde fuentes externas e internas.

La intoxicación causada por medicamentos como los alcaloides, drogas y estupefacientes como el cigarrillo, puede influir en el comportamiento del ser humano y provocar que cometan algún delito. Muchos medicamentos generan trastornos si se toma una dosis que supera cierto límite. Según el tipo de medicamento o droga, estos efectos son más o menos graves. Por ejemplo, la indigestión de algunos tranquilizantes en dosis altas puede producir la muerte. Sin embargo, a veces una dosis normal, o incluso baja, puede producir efector tóxicos en personas que padecen enfermedades graves de los órganos encargados de metabolizar y eliminar el medicamento: el riñón y el hígado. Si se administra una dosis habitual de un medicamento a un enfermo cuyo riñones no son capaces de filtrar y excretar como una persona sana la sustancias que le llegan, este medicamento se seguirá acumulando en su organismo, y se irán sumando las diferentes tomas que se vayan a administrar, y ocurrirá lo mismo que si hubiese tomado una dosis excesiva. Por eso, los médicos disminuyen las dosis de ciertos fármacos a los enfermos con disfunción del riñón o del hígado, para evitar que se acumulen y den lugar a mayores efectos tóxicos.
Toxicología forense es la rama de la toxicología que estudia los métodos de investigación médico-legal en los casos de  envenenamiento y muerte. Muchas sustancias tóxicas no generan ninguna lesión característica, de tal manera que si se sospecha alguna reacción tóxica, la investigación visual no sería del todo suficiente para llegar a una conclusión.
Un toxicólogo forense debe considerar el contexto de la investigación, particularmente cualquier síntoma físico que se haya presentado, y cualquier otro tipo de evidencia recolectada en la escena del crimen que pueda ayudar al esclarecimiento del mismo, tales como recipientes con medicamentos, polvos, residuos y otras sustancias químicas disponibles. Con dicha información y con las muestras de evidencia, el toxicólogo forense debe entonces determinar cuales sustancias tóxicas están presentes en ellas, bajo que concentraciones, y cual serían los efectos de dichas sustancias en el organismo humano.
Determinar la naturaleza de alguna sustancia ingerida no es normalmente una tarea fácil, ya que es muy raro que una sustancia química permanezca intacta después de ser ingerida sin antes haber sido metabolizada por los procesos naturales del cuerpo humano. Por ejemplo: heroína es casi inmediatamente metabolizada a morfina, haciendo factores tales como marcas de inyección y determinación de pureza química necesarios para poder confirmar el diagnóstico. La sustancia también pudo haber sido diluida mientras se dispersa en todo el cuerpo: mientras que una pastilla u otra dosis regulada de algún fármaco tenga gramos o miligramos del ingrediente activo, una muestra individual bajo investigación puede que sólo tenga microgramos o nanogramos.